# Casa de Oldemburgo

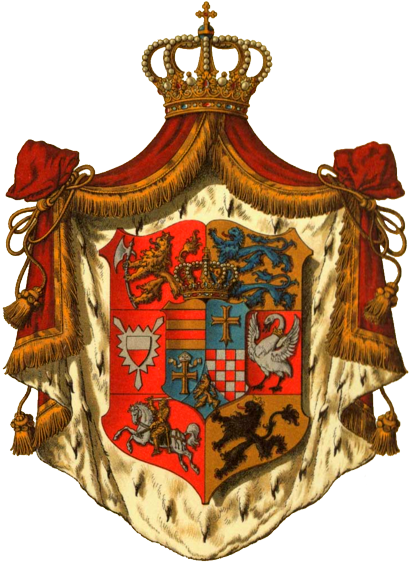
Brasão de armas da Casa de Oldemburgo

A Casa de Oldemburgo (em alemão: Haus von Oldenburg; em dinamarquês: Huset Oldenborg; em sueco: Huset Oldenburg) é uma família nobre do norte da Alemanha e uma das mais influentes casas reais europeias, inclusive actualmente reina na Dinamarca e indiretamente noutros países.
Tornou-se real quando o conde Cristiano de Oldemburgo foi escolhido para ser rei da Dinamarca, em 1448, e tem sido a Casa Real Dinamarquesa desde então. Depois de algum hiato, o rei Cristiano também foi eleito rei da Noruega.
Casamentos medievais contribuíram para que a Casa de Oldemburgo estivesse presente em vários reinos escandinavos. No século XIV, através do casamento com um descendente do rei Valdemar da Suécia e do rei Érico IV da Dinamarca, esteve presente nos reinos da Suécia e da Dinamarca, desde 1350.
Nessa altura, os seus concorrentes ao trono eram os sucessores de Margarida I da Dinamarca. No século XV, o herdeiro de Oldemburgo casado com Edviges de Holsácia, um descendente de Eufémia da Suécia e da Noruega e também um descendente de Érico V da Dinamarca; a sua descendência estava bem situada na árvore genealógica, permitindo que Cristiano (o supracitado) se tornasse rei de todos os três reinos da União de Calmar. A Casa de Meclemburgo foi a sua principal concorrente no que respeita aos tronos do norte europeu, e outras foram se interessando, como por exemplo, o duque de Lauemburgo. Diferentes ramos desta Casa Real têm reinado em vários países:
A Casa de Romanov, que governou o Império Russo de 1613 a 1917, a partir de 1762, por casamentos, foi governada por uma ramificação da Casa de Oldemburgo. Mas para não causar alarde entre o povo russo, continuou a usar o nome Romanov e inclusive seus descendentes passaram a adotar o mesmo sobrenome (Romanov).

## História
Os casamentos de condes medievais de Oldemburgo abriram caminho para que seus herdeiros se tornassem reis de vários reinos escandinavos. Através do casamento com um descendente do rei Valdemar I da Suécia e do rei Érico IV da Dinamarca, uma reivindicação à Suécia e à Dinamarca foi marcada, desde 1350.
Naquela época, seus concorrentes foram os sucessores de Margarida I da Dinamarca. No século XV, o herdeiro Oldemburgo de que a alegação casado Edviges de Eschauemburgo, um descendente de Eufêmia da Suécia e da Noruega e também um descendente de Érico V da Dinamarca e Abel da Dinamarca. Desde que os descendentes melhor situados em cartas genealógicas morreram, seu filho Cristiano (o acima mencionado) tornou-se o rei de todos os três reinos de toda a União de Calmar. A Casa de Meclemburgo era seu principal concorrente em relação aos tronos do norte, e outros aspirantes incluíam o Duque de Lauemburgo. Diferentes ramos dos Oldemburgo reinaram em vários países. A Casa de Oldemburgo estava brevemente preparada para reivindicar os tronos britânicos através do casamento da Rainha Ana e do Príncipe Jorge da Dinamarca e da Noruega; no entanto, devido às mortes prematuras de todos os seus filhos, a coroa passou para a Casa de Hanôver.

## Reis da Suécia da Casa de Oldemburgo
- 1751-1771 - Adolfo Frederico (Adolf Fredrik)

## Linhagens da Casa de Oldemburgo
- A principal linha
  - Reis da Dinamarca (1448-1863),
  - Reis da Noruega (1450-1814),
  - Reis da Suécia (1457-1464, 1497-1501 e 1520-1521),
  - Duques de Eslésvico e Condes de Holsácia (1460-1544),
  - Duques de Eslésvico e em parte de algumas províncias pelo acórdão de Holsácia (1544-1721/1773),
  - Duques de Eslésvico (1721 - 1864) (acórdão para toda a província)
  - Duques de Holsácia (1773--) (acórdão para toda a província)
- Holsácia-Gottorp
  - Duques de Holsácia-Gottorp (1544-1739)
- Holsácia-Gottorp-Romanov (comumente chamado ainda Romanov).
  - Duques de Holsácia-Gottorp (1739-1773)
  - Czars da Rússia (1762, 1796-1917)
- Holsácia-Gottorp (ramo sueco), extinta.
  - Reis da Suécia (1751-1818)
  - Reis da Noruega (1814-1818)
- Holsácia-Gottorp (ramo dos Grandes Duques)
  - Duques, mais tarde Grande Duques de Oldemburgo (1773-1918)
- Eslésvico-Holsácia-Sonderburgo-Augustemburgo, extinta.
  - Reclamante: Duque de Eslésvico - 1863

- Eslésvico-Holsácia-Sonderburgo-Glucksburgo
  - Reis da Dinamarca (desde 1863)
  - Reis da Noruega (desde 1905)
  - Reis dos Helénicos (1863-1924 e 1935-1973)

## Galeria

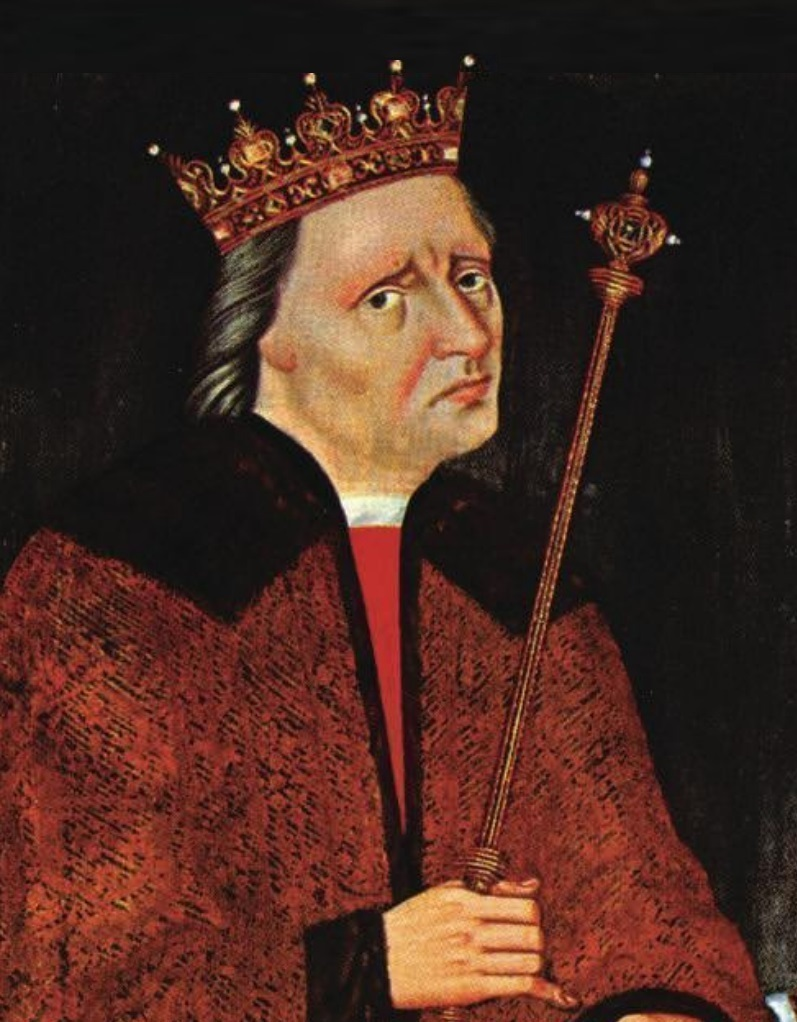
O primeiro rei de Oldemburgo foi Christian I da Dinamarca, Noruega e Suécia (1426-1481).
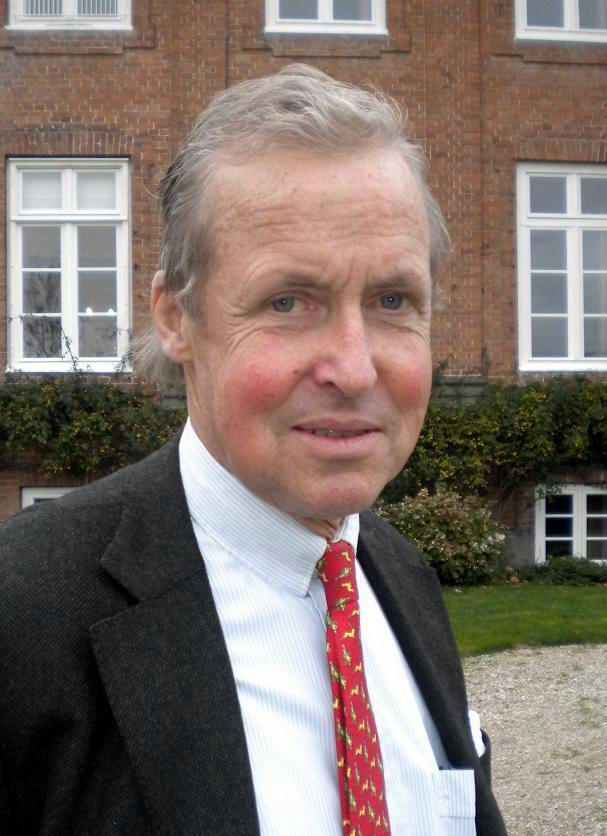
O atual chefe (2017) da Casa de Oldemburgo, Cristóvão, Principe de Eslésvico-Holsácia. (*1949)
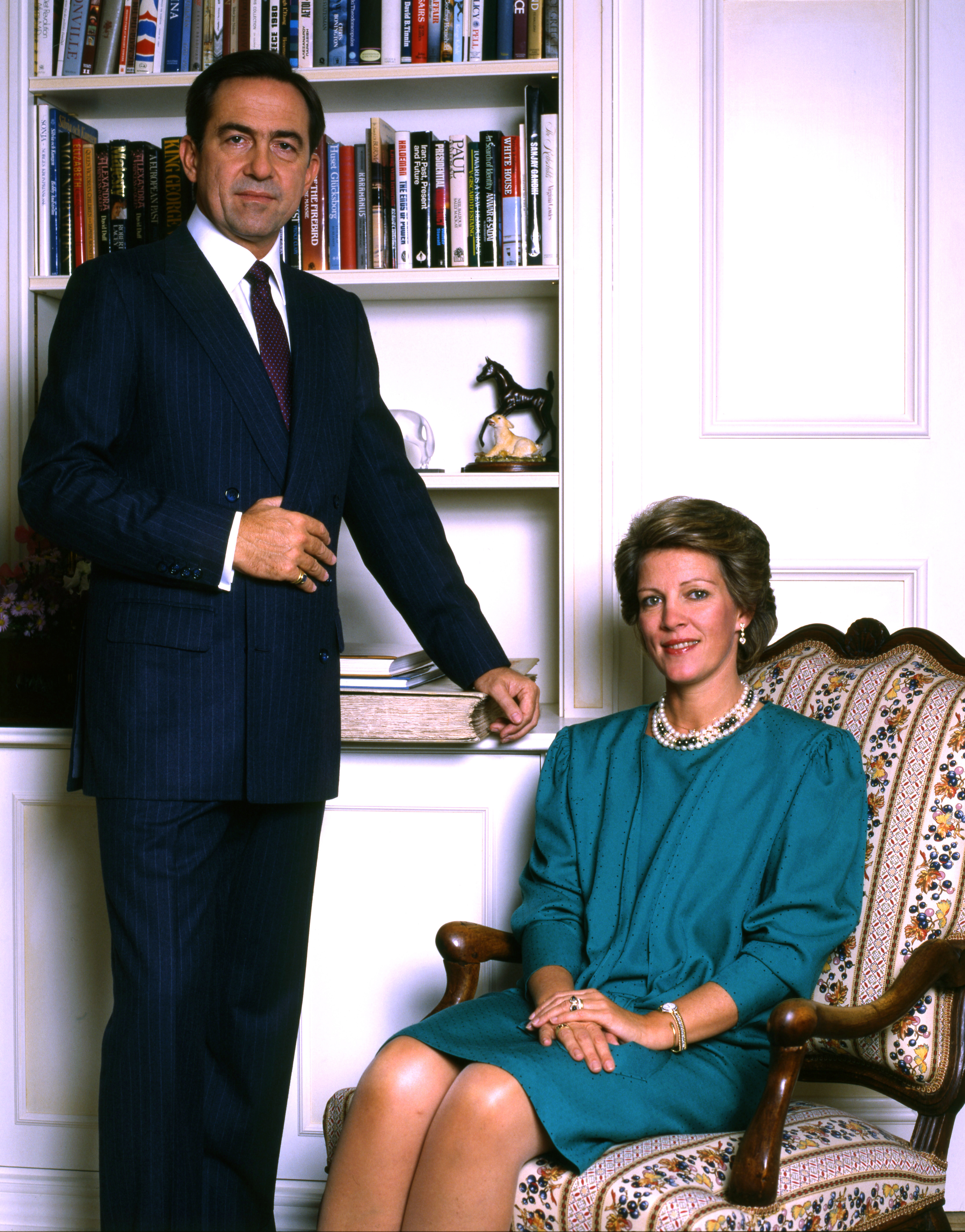
Ex-rei Constantino II da Grécia (* 1940) e esposa, Ana Maria da Dinamarca (* 1946)
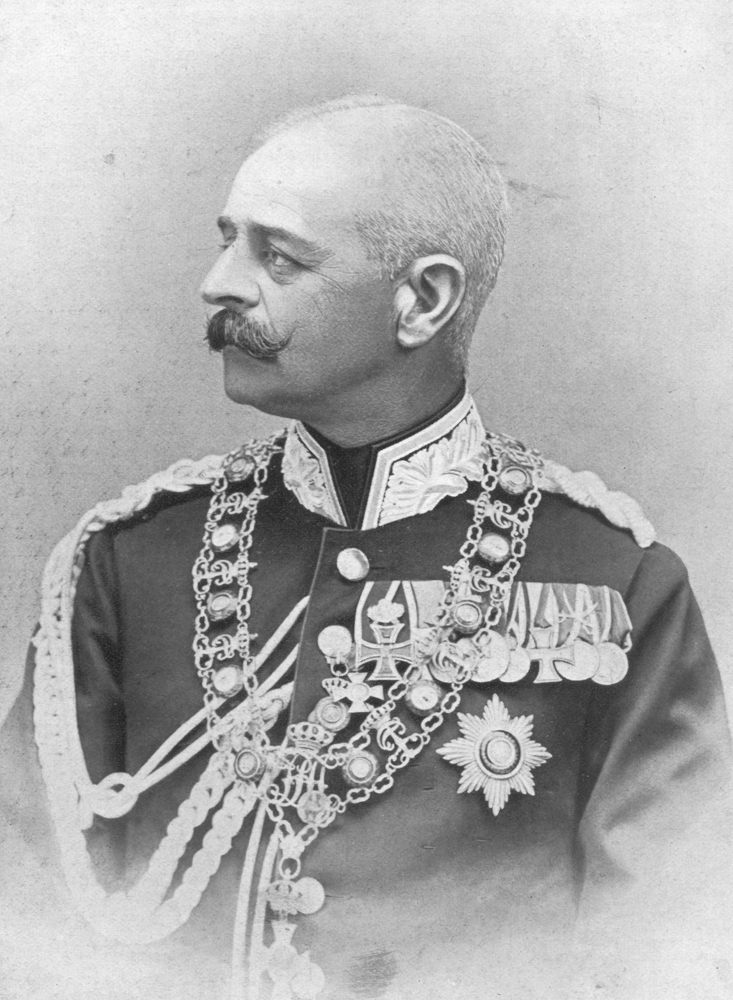
Frederico Augusto II, Grão-Duque de Oldemburgo (1852–1931)
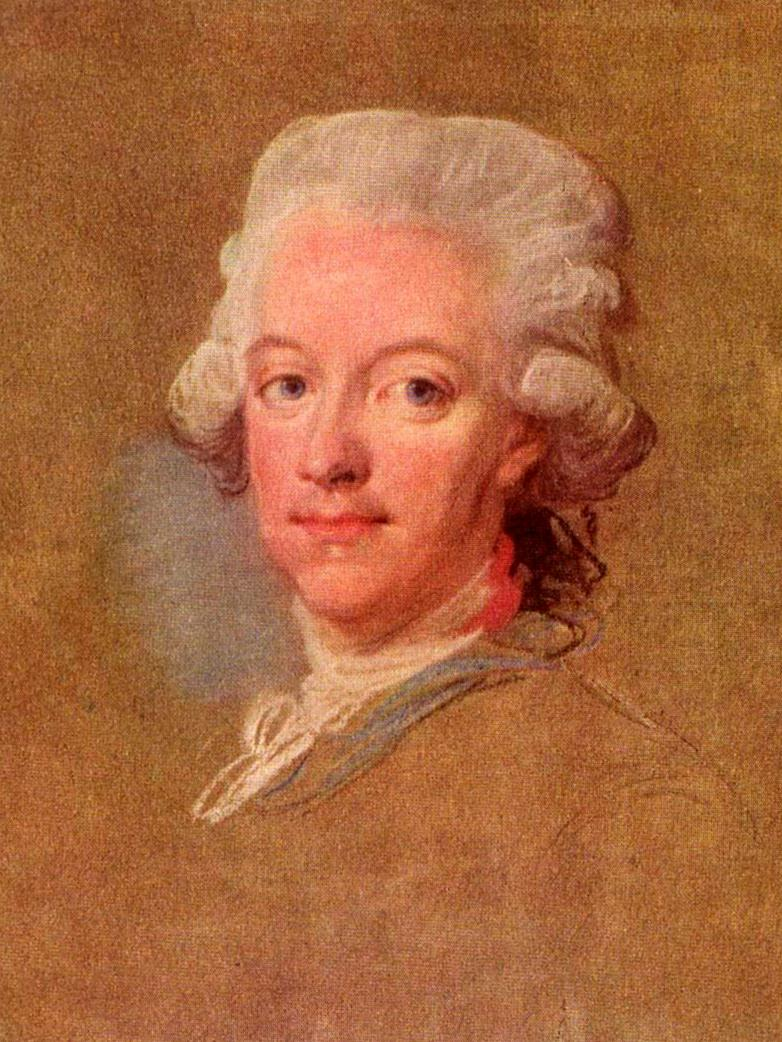
O rei de Oldemburgo mais importante da Suécia foi Gustav III (1746-1792)
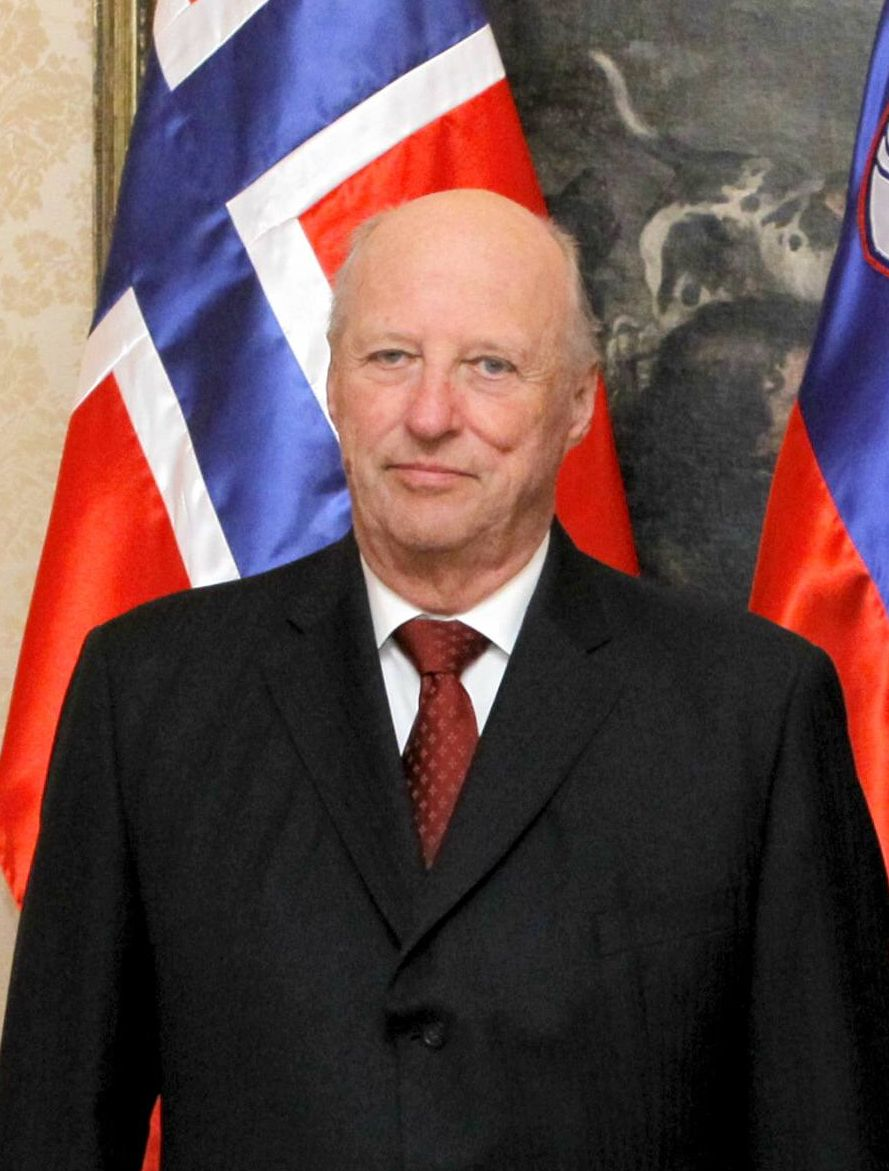
Rei Haroldo V da Noruega (* 1937)
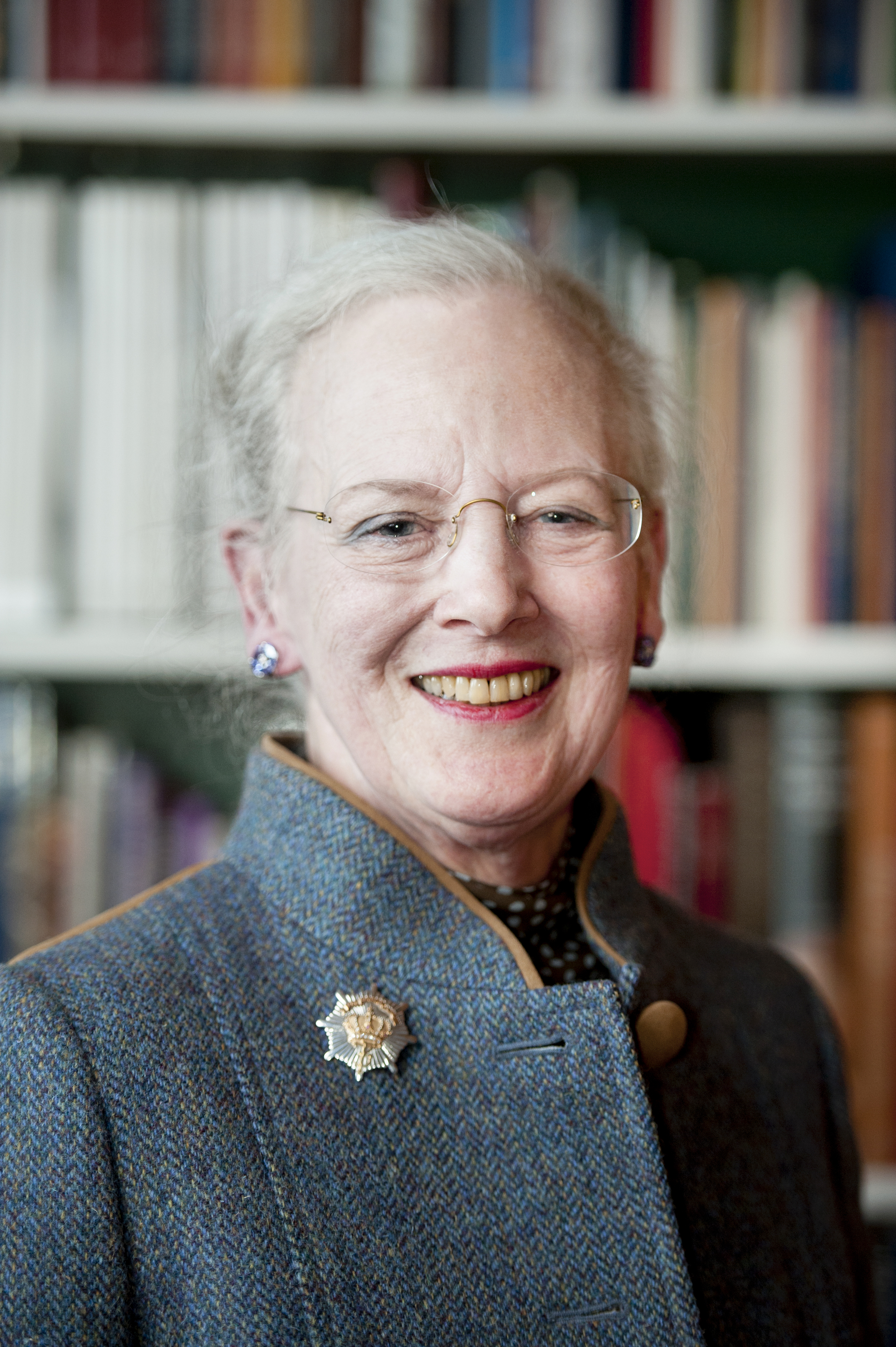
Rainha Margarida II da Dinamarca (* 1940)
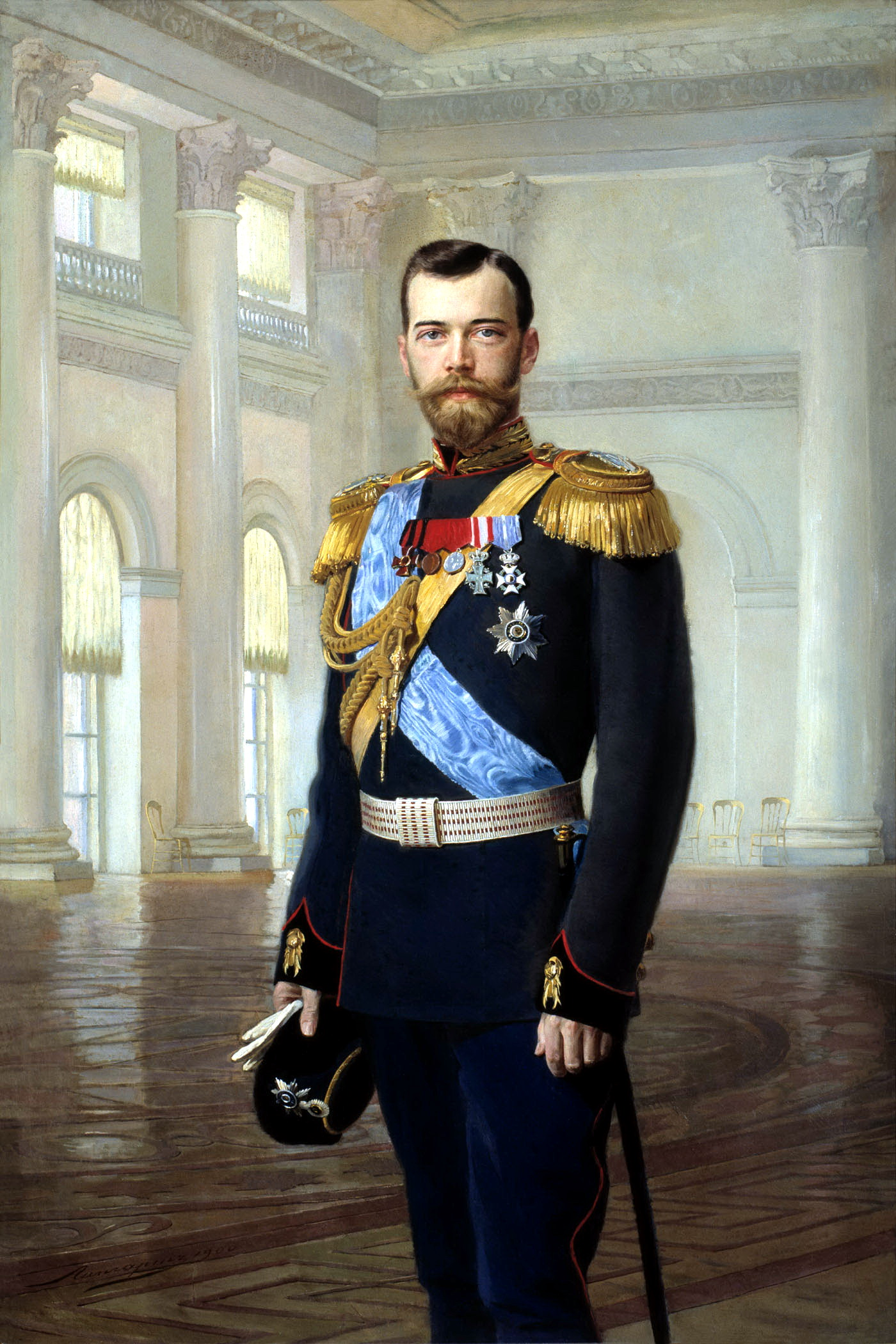
Nicolau II (1868-1918) foi o último imperador da Rússia.
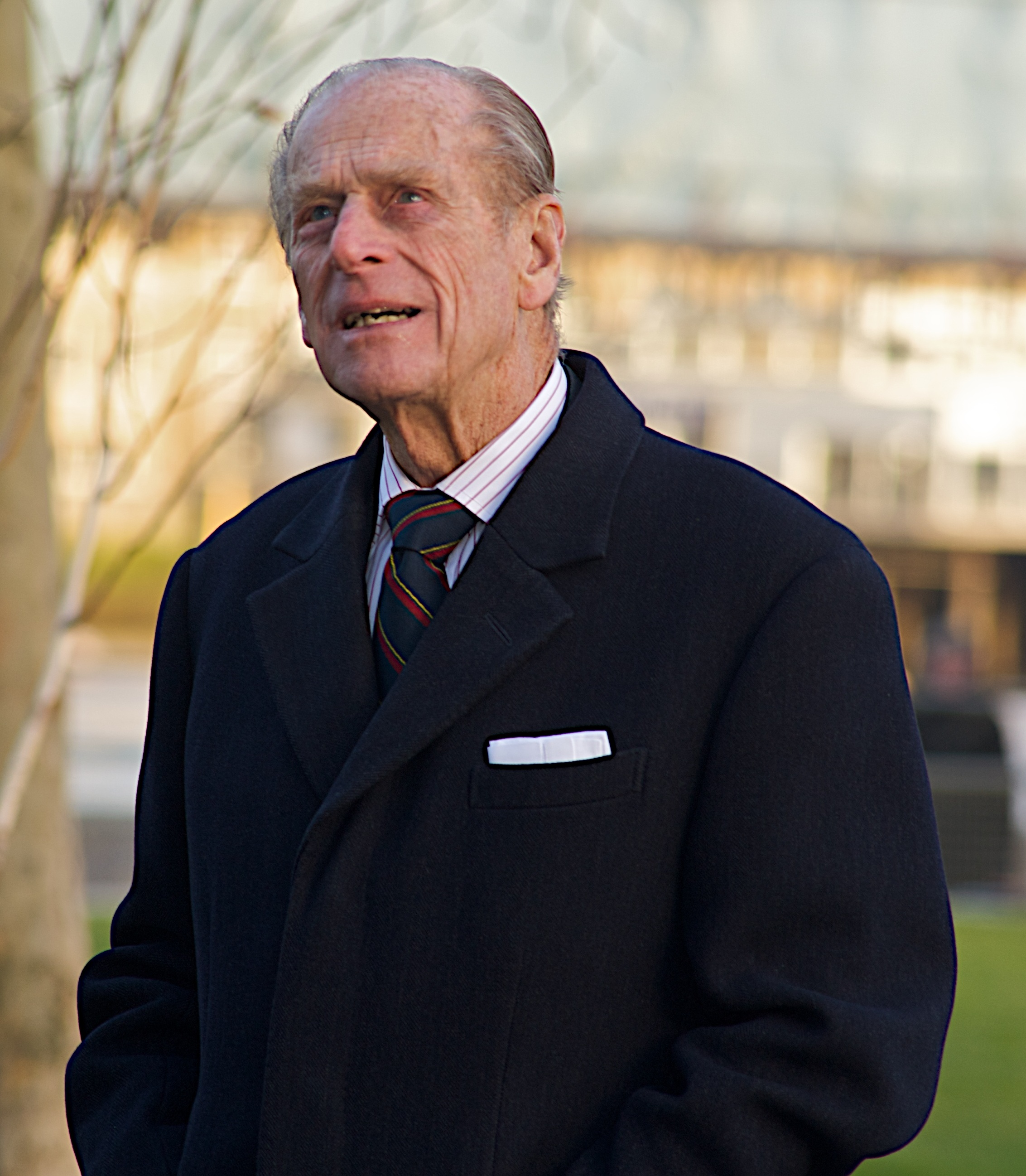
Príncipe Filipe, Duque de Edimburgo, Príncipe da Grécia e Dinamarca (* 1921)
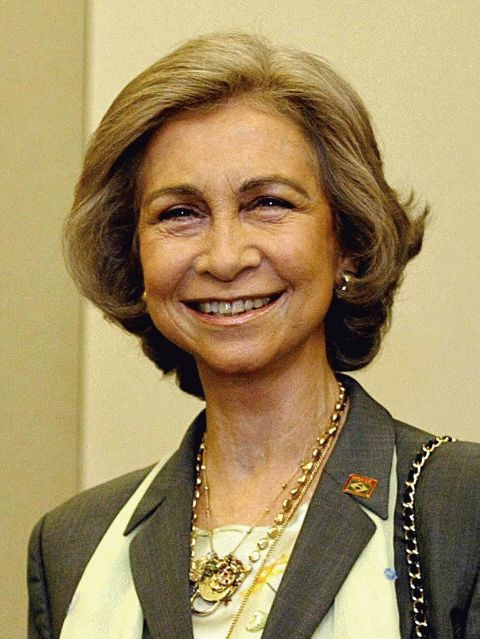
Rainha Sofia de Espanha, Princesa da Grécia e Dinamarca (* 1938) e prima de Filipe, Duque de Edimburgo.